# Theodor Funck
Theodor Franz Funck (* 10. März 1867 in Elberfeld; † 5. Februar 1919 in Düsseldorf) war ein deutscher Maler der Düsseldorfer Schule.

## Leben
Theodor Funck studierte ab 1890 an der Kunstakademie Düsseldorf. Dort waren Adolf Schill, Hugo Crola und Johann Peter Theodor Janssen seine wichtigsten Lehrer. Assistent des Letzteren war er für längere Zeit. Funck blieb bis zum Tode in Düsseldorf ansässig. Als seinen Privatschüler unterrichtete er Kristjan Raud. Von 1895 bis 1919 war er Mitglied des Künstlervereins Malkasten. Zusammen mit den Malern Carl Becker, Heinrich Heimes, Claus Meyer und Erich Nikutowski gehörte Funck zu den Gründern der Vereinigung von 1899, die sich von der 1891 gegründeten Freien Vereinigung Düsseldorfer Künstler abspaltete. Bei der Deutsch-Nationalen Kunstausstellung zur Industrie- und Gewerbeausstellung Düsseldorf 1902 erhielt er von Wilhelm II. eine „kleine goldene Medaille“. In der Bildnismalerei bevorzugte er die Darstellung in ganzer Figur. Funck starb an einem Herzleiden. Sein Nachlass wurde 1920 im Auktionshaus G. Adolf Pohl in Hamburg versteigert. Seine verwitwete Ehefrau Helene Erbes (* 11. September 1879 in Neuwied) heiratete 1920 den Maler und Grafiker Wilhelm Herberholz.

## Werke (Auswahl)

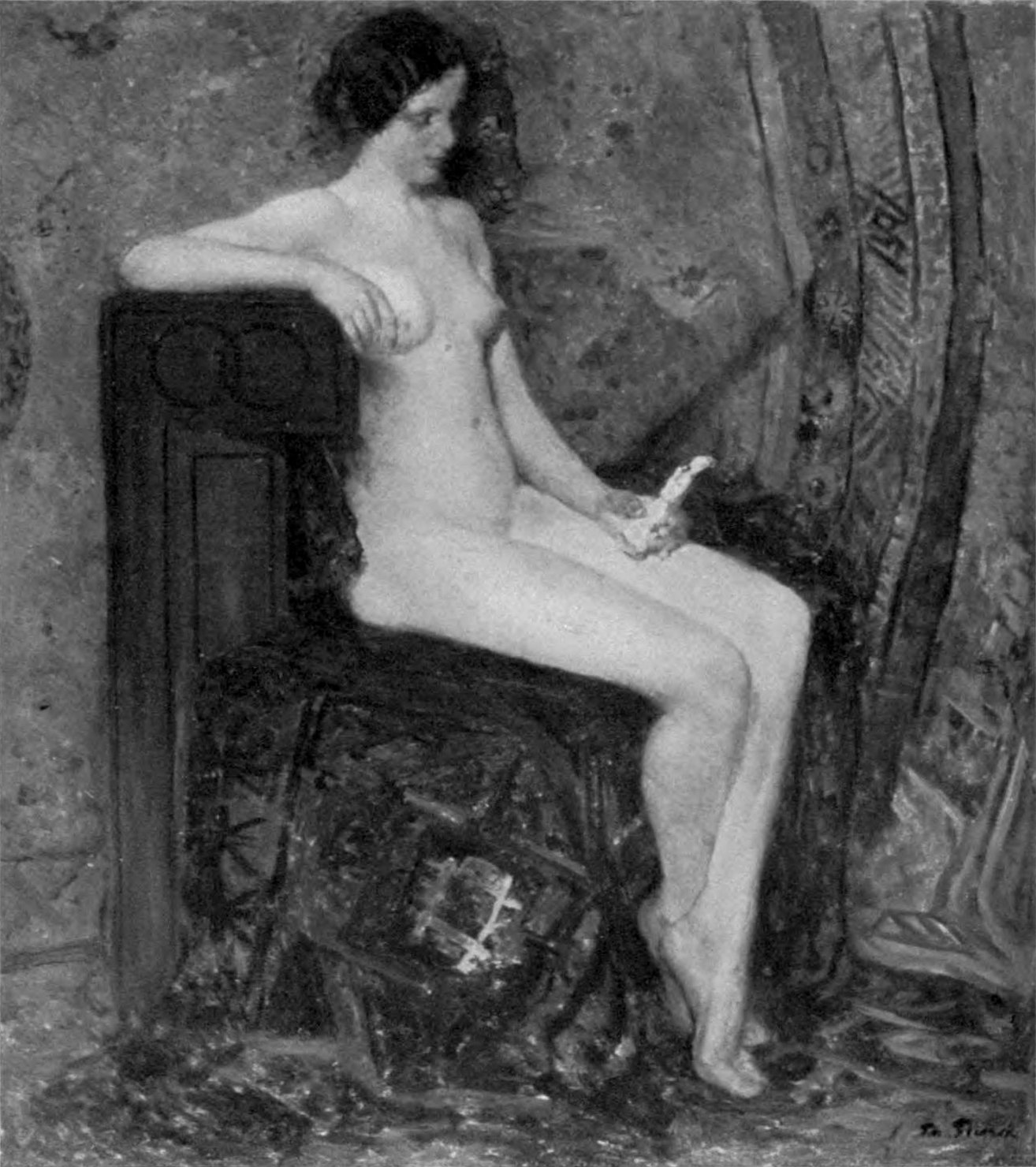
Mädchenakt, Schwarz-Weiß-Foto vom Gemälde auf der Großen Kunstausstellung Düsseldorf 1913

- Interieur, 1911 ausgestellt auf der Großen Kunstausstellung Düsseldorf[5]
- Mädchenakt, 1913 ausgestellt auf der Großen Kunstausstellung Düsseldorf[6]
- Bei der Witwe Prins
- Am Totenbett
- Blick über die Felder
- Eifellandschaft
- Blick auf ein Flusstal im Mittelgebirge